# Akiko Kawase (Schwimmerin)
Akiko Kawase (jap. 川瀬 晶子, Kawase Akiko; * 13. Juli 1971 in der Präfektur Tokio) ist eine ehemalige japanische Synchronschwimmerin.
Kawase, Absolventin der Nihon Daigaku, gewann bei den Olympischen Spielen 1996 in Atlanta mit der japanischen Mannschaft die Bronzemedaille. Bereits zwei Jahre zuvor hatte sie in dieser Disziplin Bronze bei den Weltmeisterschaften gewonnen.